# جورج هوبسون
جورج هوبسون (بالإنجليزية: Robert Hobson)‏ (28 يونيو 1903 في المملكة المتحدة - 29 ديسمبر 1993) هو لاعب كرة قدم بريطاني (وحمل سابقاً جنسية المملكة المتحدة لبريطانيا العظمى وأيرلندا) في مركز الدفاع. لعب مع برادفورد سيتي وهدرسفيلد تاون وبيشوب أوكلاند ‏ ودولويتش هاملت.